# Aminkai
Aminkai (en rus: Аминькай) és un poble del krai de Perm, a Rússia, que en el cens del 2010 tenia 220 habitants. Es troba a 9 km al nord de Txernuixka.